# Списак универзитета у Јужном Судану
У Јужном Судану постоји укупно 11 универзитета (2011), шест државних и пет приватних.

## Државни
1. Универзитет у Џуби, (1977) — Џуба
2. Универзитет Горњи Нил, (1991) — Малакал
3. Универзитет Бахр ел Газал — Вав
4. Универзитет Северни Бахр ел Газал, (2011) — Авејл
5. Универзитет у Румбеку, (2010) — Румбек
6. Универзитет Западни Горњи Нил, (планиран) — Бентију

## Приватни
1. Универзитет у Акобоу — Акобо
2. Католички универзитет Јужног Судана, (2008) — Џуба, Вав
3. Универзитет Свете Марије, (2008) — Џуба
4. Универзитет Бриџ (2009) — Џуба
5. Универзитет пољопривреде и механике — Јеј